# شتمسهورن
شتمسهورن (به آلمانی: Stemshorn) یک شهر در آلمان است که در دیفولتس واقع شده‌است. شتمسهورن ۷۲۴ نفر جمعیت دارد.